# Willem Josephus van Zeggelen

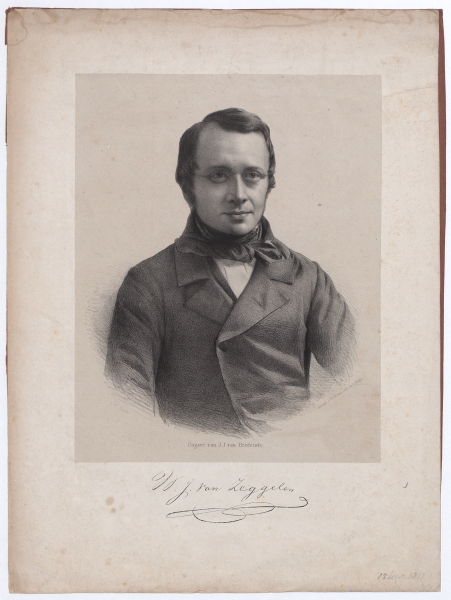
Lithografie van Adrianus Johannes Ehnle, naar een gravure van J.P. Lange en D.J. Sluiter

Willem Josephus van Zeggelen (op zijn geboorteakte Wilhelmus Josephus van Seggelen; Den Haag, 15 september 1811 – aldaar, 15 februari 1879) was een Nederlandse dichter en boekdrukker. Met name in zijn latere periode maakte hij vooral komische gedichten. Hij is bekend om zijn berijming van de verhalen van Tijl Uilenspiegel.

## Biografie
Van Zeggelen was van eenvoudige, katholieke afkomst. Hij noemde zichzelf een "zoon van het volk". Zijn ouders waren Wilhelmus van Seggellen en Marie Catharina Rietstap. Na eerst als klerk op een advocatenkantoor te hebben gewerkt, kwam hij in de jaren 30 als leerjongen op de drukkerij van de gebroeders Giunta d'Albani in zijn geboortestad Den Haag. In 1848 werd hij vennoot van deze drukkerij.
In deze tijd hadden veel dichters, waaronder Nicolaas Beets en Johannes Kneppelhout, een serieuze, soms brommerige "preektoon". Van Zeggelen ging hier tegenin door een meer gewone spreektoon te gebruiken, in de stijl van vroegere blijspeldichters. Zijn eerste gedichten gaven nog blijk van veel bombast en sentimentaliteit. Deze werken zou hij later zelf betitelen als "misbaksels". In zijn latere werk gebruikte hij een meer komische toon.
In 1834 was hij met S.J. van den Bergh en W.P. van Stockum een van de oprichters van het Haags letterkundig genootschap Oefening kweekt kennis. Van 1840 tot 1857 was hij redacteur van het tijdschrift Europa. Ook was hij een tijd lang mederedacteur van de Almanak voor Hollandsche Blijgeestigen. In 1850 werd hij lid van de Maatschappij der Nederlandse Letterkunde.

## Persoonlijk leven
Van Zeggelen huwde in totaal drie keer. In 1840 trouwde hij met Glaudianna Jacoba Maria Giunta d'Albani (overleden 14 augustus 1845). Met haar had hij drie kinderen, van wie een dochtertje al vroeg was overleden. Nadat hij was overgegaan naar de Nederlandse Hervormde Kerk, trouwde hij in 1848 met Marie Loosjes, met wie hij meer kinderen had. Hij verloor echter kort na elkaar drie volwassen kinderen en zijn echtgenote. In 1867 trouwde hij met Constance Henriette Mastenbroek, met wie hij nog twee kinderen had.

## Werken

### Gedichte verhalen
- 1838: Pieter Spa's reize naar Londen: ter gelegenheid van het krooningsfeest van Koningin Victoria
- 1839: De groote beer
- 1840: De sermoenen van Pater Brom
- 1840: De valkenvangst op de Noorweegsche kust
- 1842: Uitstapje van Pieter Spa naar Amsterdam, ter gelegenheid van de inhuldiging van Koning Willem II
- 1843: Eene avondpartij
- 1856: Koen Verklat en zijn gezelschap, een uitstapje naar de wereldtentoonstelling te Parijs

### Dichtbundels
- 1846: Lach en luim: losse dichtstukken
- 1851: Kijkjes in het leven
- 1853: Vrolijke schetsen
- 1855: Hoofd en hart. Dichtluimen
- 1858: Costerliedjes: Souvenir Aan Haarlems Julijfeesten In 1856
- 1862: Sprokkels
- 1879: Eenige verstrooide gedichten
- 1879: Luimige verhalen

### Gelegenheidsgedichten
- 1843: Aan den toondichter Verhulst
- 1857: Herinnering aan H. Tollens
- 1869: Aan de nagedachtenis van S.J. van den Bergh

### Voor kinderen
- Haantje Kukeleku (anoniem)
- 1847: Groot en Nieuw Nederlandsch Prentenboek (met Arnold Ising)
- 1848: Snakerijen van Tijl Uilenspiegel
- Omnibus (met Arnold Ising)
- In de speeluren (met Arnold Ising)
- Mariette (met Arnold Ising)

### Antologieën
- 1854: Keur van scherts en luim
- 1879: Keur uit onze Nederlandsche dichters

### Vertalingen
- 1849: Bürgers en Amstels Leonora, een spoorwegromance, opgedragen aan alle wanhopige dochters (van Warre Tyndall)
- 1871: Misanthrope (van Molière)
- 1875: Tartuffe (van Molière)

Op zijn eerste vertaling van de Misanthrope kreeg hij veel kritiek, waarop hij in 1872 een nieuwe vertaling uitgaf.

### Proza
- 1869: Levensbericht van Samuel Johannes van den Bergh
- 1874: Levensbericht van P.T. Helvetius van den Berg

### Lied
- Een lied van zijn hand (getoonzet door Richard Hol en W.H. de Groot Wz.) werd opgenomen in de populaire liedbundel Kun je nog zingen, zing dan mee. De eerste regels luiden: 'Daar loopt door 't gehucht een wonder gerucht' (met de titel: Het boerinnetje.

## Latere verwijzingen
De Van Zeggelenlaan (die naar hem vernoemd is) vormt de grens tussen de wijken Laakkwartier-Centraal en Spoorwijk in de stad Den Haag.

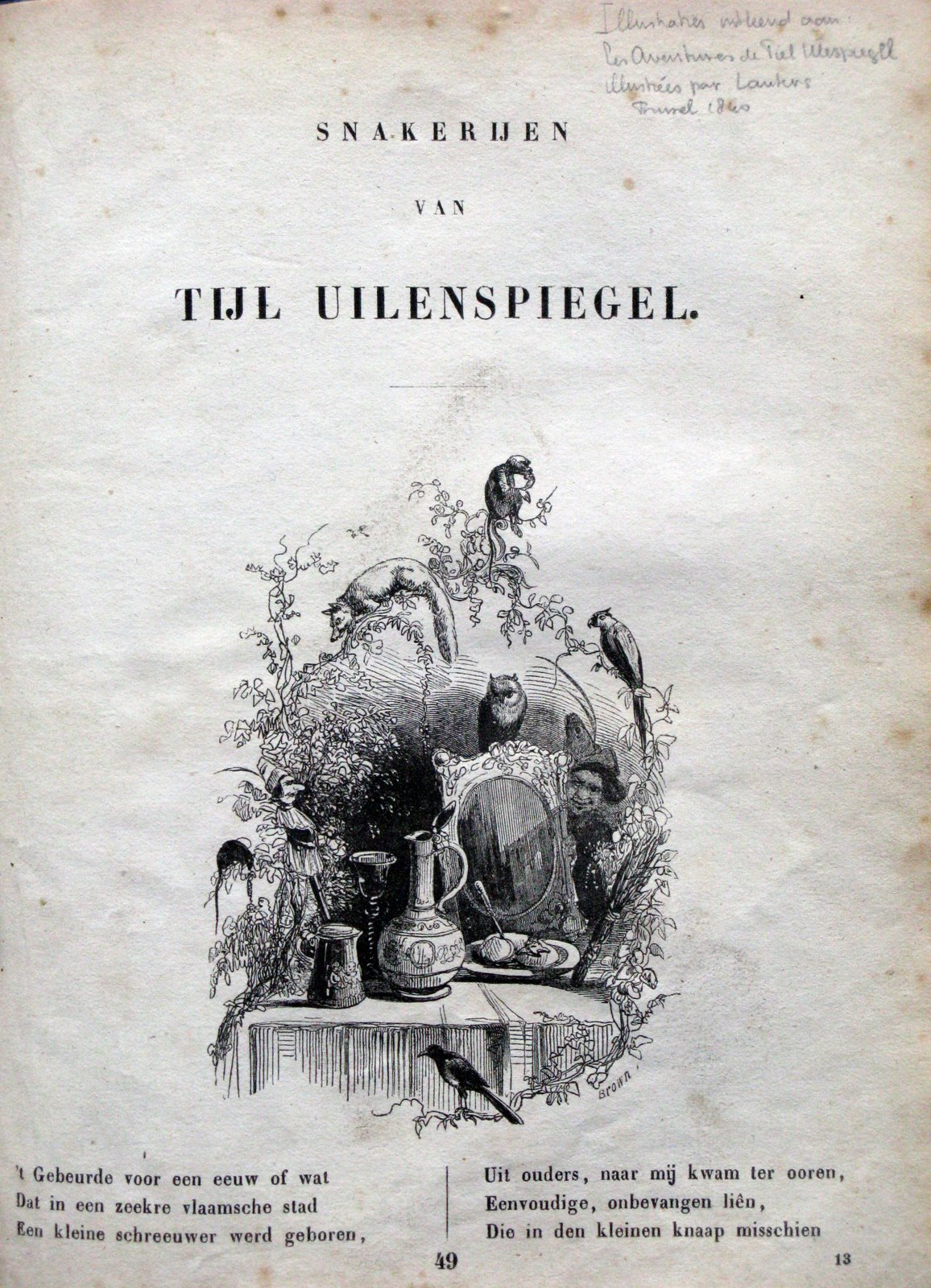
Snakerijen van Tijl Uilenspiegel, Fuhri, 1848
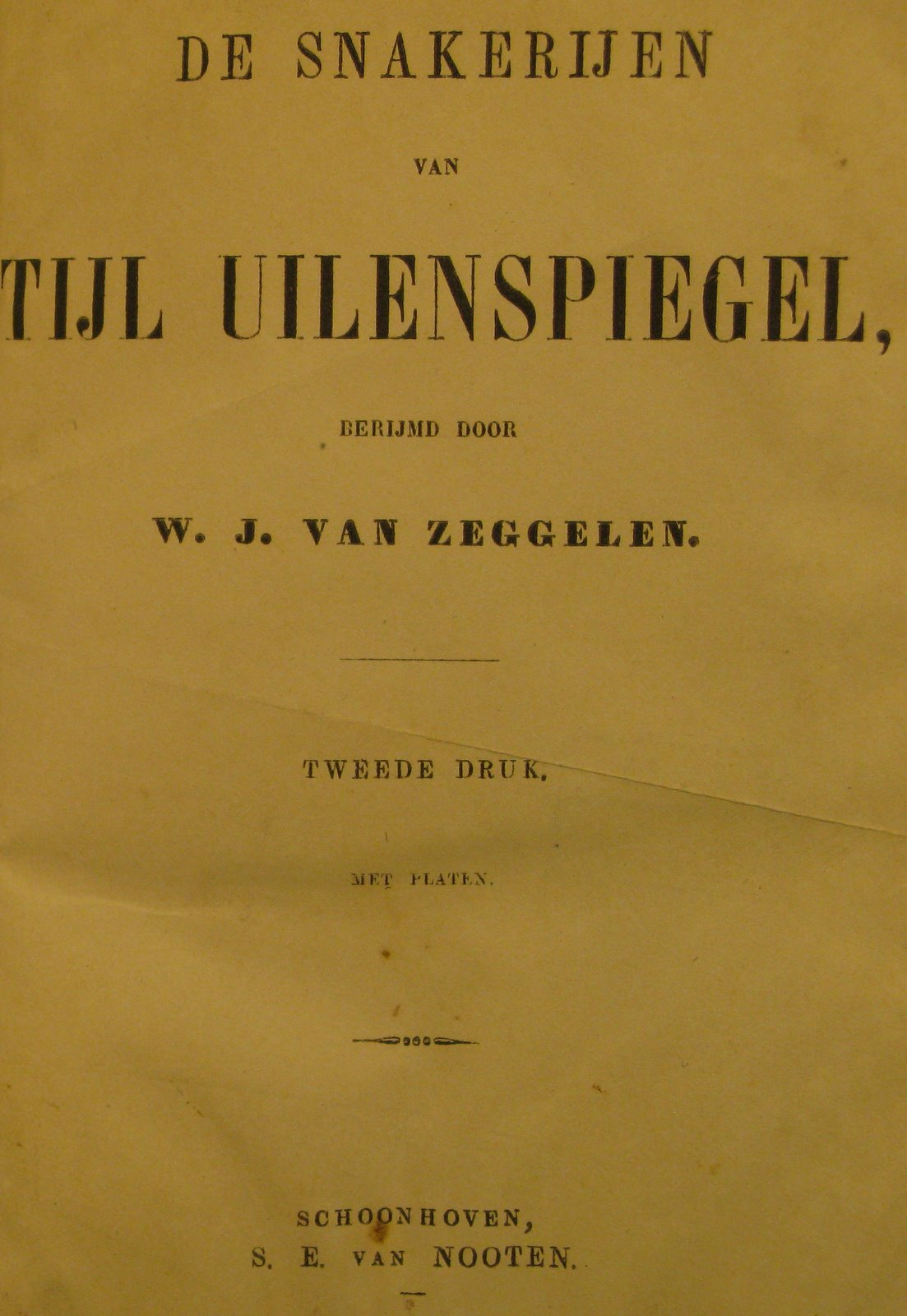
De Snakerijen van Tijl Uilenspiegel, Schoonhoven & Van Nooten, c1860
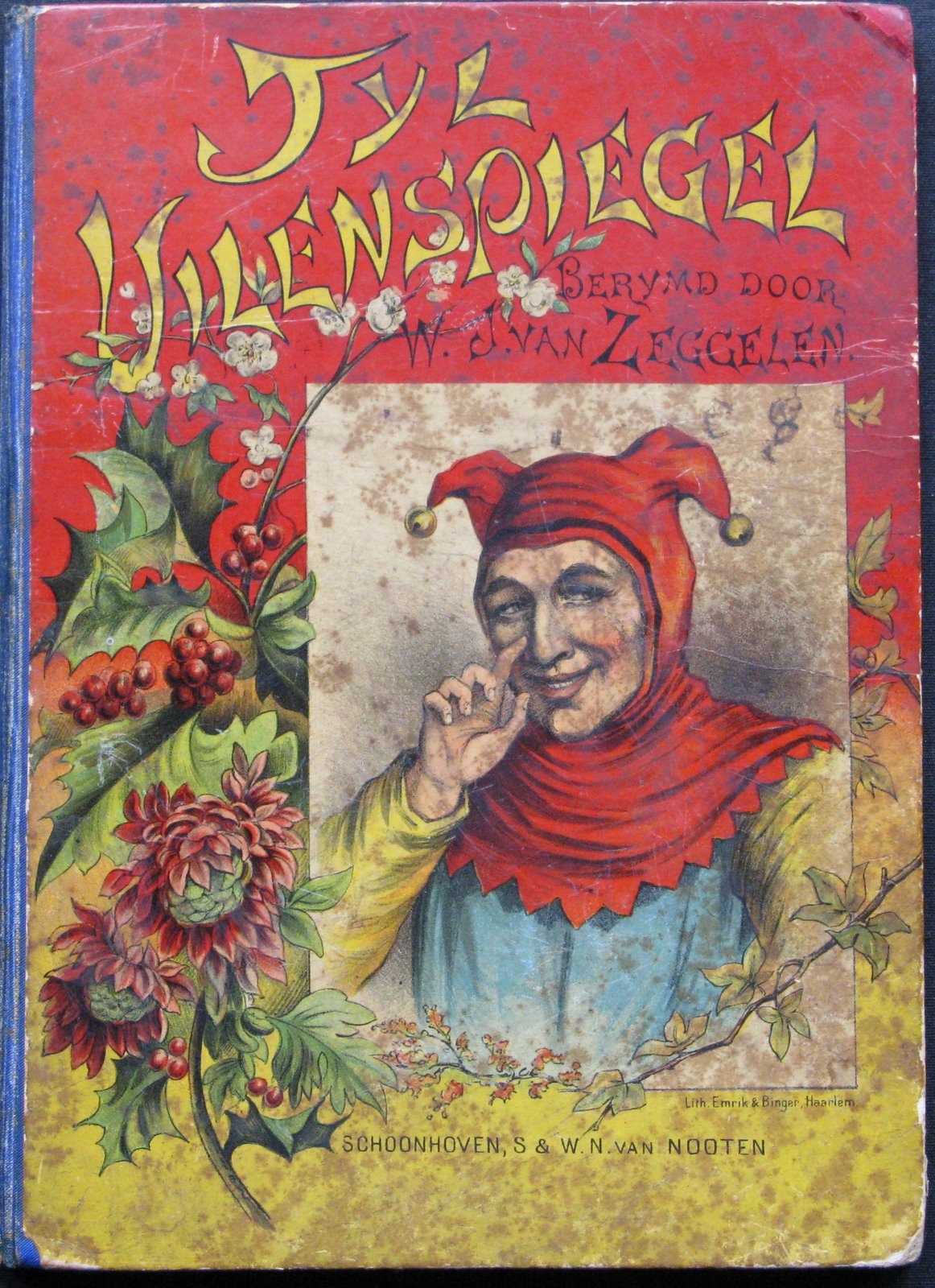
Tijl Uilenspiegel, Schoonhoven & Van Nooten, c1860
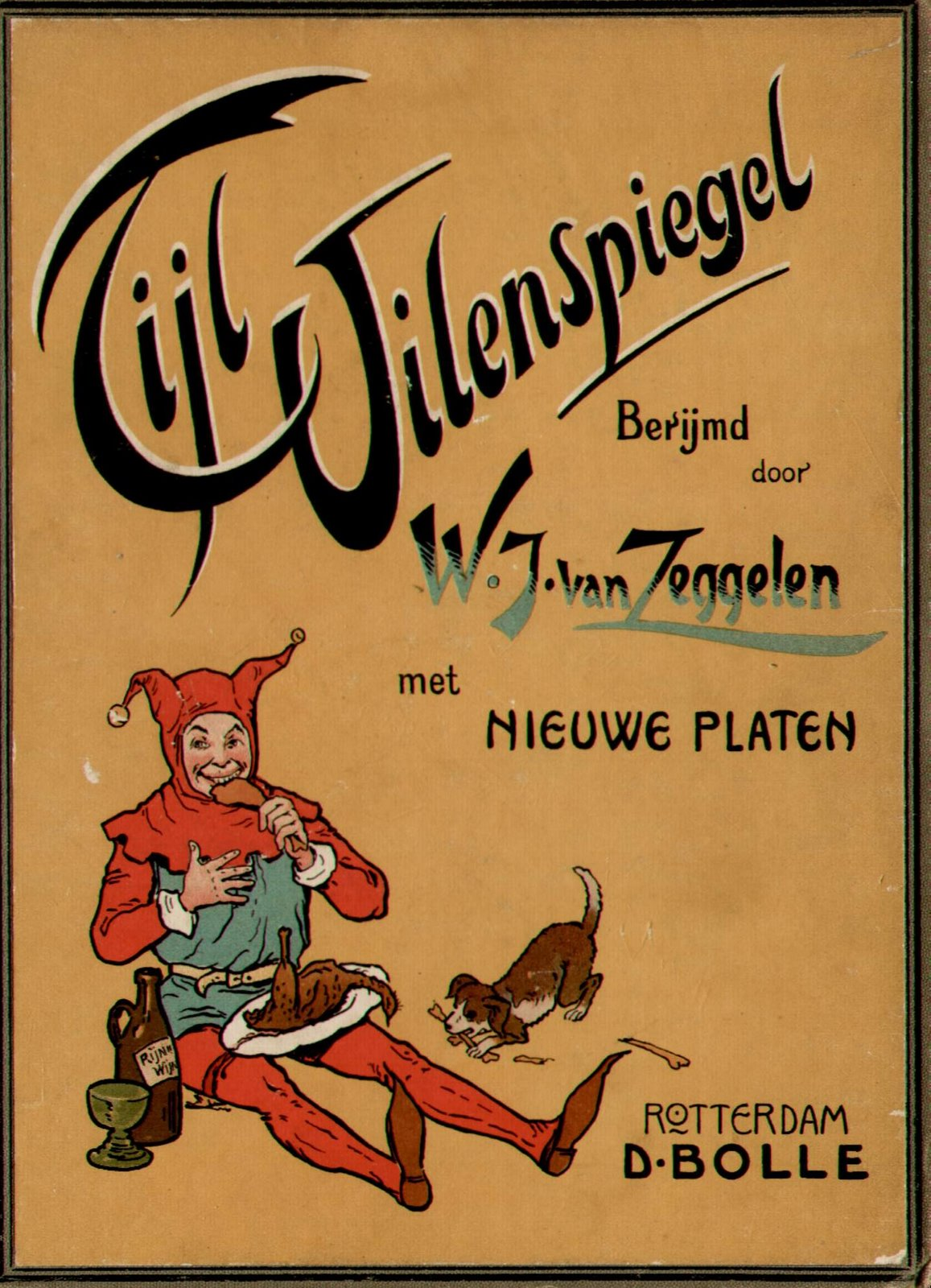
Tijl Uilenspiegel, Bolle, 1910

- Biografisch Portaal: 80917608
- Digitale Bibliotheek voor de Nederlandse Letteren: zegg002
- Gemeinsame Normdatei: 138636788
- International Standard Name Identifier: 0000 0000 6325 9002
- Library of Congress Control Number: no2009062893
- Nederlandse Thesaurus van Auteursnamen: 068477732
- Virtual International Authority File: 86392658
- WorldCat: E39PBJvhtxpcd3qCfy83RB7mBP

1. ↑  K. ter Laan (1952). Letterkundig woordenboek voor Noord en Zuid(, "Oefening kweekt Kennis".